# Плавучий дом
Плавучий дом или хаусбо́т (англ. houseboat) — судно либо плавучий объект, спроектированные для использования в качестве жилого дома. 
Плавучие дома представляют собой специально сконструированные дома, поставленные вместо фундамента на плавучую платформу — понтон, изготовленный из одного или нескольких различных материалов (дерево, железо, бетон).
Некоторые хаусботы не имеют мотора, так как обычно пришвартованы, закреплены в определённом месте или подведены к берегу для подключения судна к электросети и водопроводу, вместе с тем многие другие оснащены современными лодочными моторами, автономной системой энергоснабжения и способны совершать продолжительные круизы.
Популярность плавучих домов приводит к формированию небольших посёлков, в которых группа жилых комплексов на воде образуют небольшую коммуну, с мостками, соединяющими плавучие дома друг с другом и с берегом, телефоном, интернетом, электро-, водоснабжением и канализацией.

## История и география

### Европа
В начале своей истории плавучие дома представляли собой обычные дома, поставленные вместо фундамента на плавучую платформу. В большинстве случаев это была конструкция, установленная на понтон, состоящая из одного или нескольких различных материалов (дерево, железо), предназначенная для проживания человека, защиты его от неблагоприятных природных явлений и низких температур.
Причины, по которым люди выбирали для себя жильё на воде, были различными. В некоторых случаях причиной были высокие налоги на земельные участки, в некоторых — недостаток земли на территории относительно крупных населённых пунктов. Целые посёлки из таких домов-лодок с давних времён сохранились в странах Европы.
Так, в Германии, в гамбургском порту, на воде располагается целая коммуна плавучих домов, в которой имеется даже собственная церковь. На Ландвер-канале во Фридрихсхайн-Кройцберге (Берлин) также есть свой район плавучих домов.
В Нидерландах, у берегов каналов Амстердама располагаются одни из самых красивых и дорогостоящих плавучих домов в Европе, среди которых есть даже гостиницы: «Hercules Seghers» в канале Раамграхт, «Rose» на реке Амстел, «Saturnus» в канале Удсанс. Сегодня содержание плавучих домов в Амстердаме обходится очень дорого в связи с ограниченным количеством причалов; такие высокие цены снижают вероятность появления нового соседа для примерно 2400 семей, живущих на водах Амстердама. 
Среди «жильцов» плавучих домов — одна из главных достопримечательностей города, плавучий цветочный рынок, расположенный вдоль берегов канала Зингель.
В Великобритании встречаются плавучие дома обеих главных разновидностей — как с преобладающими ходовыми качествами — для совершения путешествий по рекам, каналам и озёрам, так и редко трогающиеся с места, которые используются в качестве домов. Первые британские плавучие дома использовались для перевозки сырья и топлива по каналам и впервые были построены в начале Промышленной революции. Сегодня сеть каналов предназначена в первую очередь для отдыха. В Великобритании на воде живут более 15 тысяч человек.
В Лондоне причалы простираются от Бенфлит-крика в южной части санитарно-эпидемиологической портовой станции до Туикнема в северной части. У многих из них есть разрешение Берегового управления, а также Управления Лондонского порта, тогда как у других судов его нет. Одним из самых примечательных хаусботов Лондона является студия Астория, принадлежащая гитаристу Pink Floyd Дэввиду Гилмору, на которой были записаны последние альбомы как группы, так и его сольные.
В России примером плавдачи является катамаран Елань-12. Молодая российско-датская компания Houseboat предложила разместить водные кварталы из 15-30 хаусботов на Канале им. Москвы в акватории Химкинского, Клязьминского и Пестовского водохранилищ

### Соединённые Штаты Америки
В Соединённых Штатах плавучие дома впервые появились в 1905 году, а к 1930-м годам число их достигло двух тысяч. Первые развлекательные прогулки на плавучих домах в Соединённых Штатах относятся к концу 1940-х годов, когда люди стали испытывать желание оставаться на воде подольше. Родоначальником прогулок на плавучих домах в США считается озеро Камберленд в штате Кентукки. Особенность данной местности в том, что искусственное заполнение пресной водой низменности, образованной в результате вулканической активности, привело к появлению целой системы каналов-озёр весьма причудливой и извилистой формы. В наиболее широких местах располагаются стоянки, так называемые «марины», состоящие из акватории, где непосредственно стоят плавучие дома, и прилегающей территории, где находится необходимая инфраструктура: от заправочных станций до кафе и магазинов. Благоприятные условия для прогулок на плавучих домах созданы также на озёрах в юго-восточной части США, таких как озеро Норрис (штат Теннесси), Дэйл Холлоу (Кентукки/Теннесси), Лэниэр (Джорджия) и других, в связи с наличием небольших бухт и островов, которые позволяют пришвартоваться или встать на якорь в спокойном укромном месте вдали от основного канала.
Озеро Камберленд также часто называют мировой столицей производства плавучих домов, так как большинство американских хаусботов были построены именно в окрестностях этого озера.
Город Сосалито, штат Калифорния, также известен своими плавучими домами, собственниками которых в разные времена были известные художники, кинозвёзды, писатели и другие знаменитости, начиная со времён хиппи и по сегодняшний день. Как и во многих городах, где плавучие дома получили распространение, между владельцами таких домов, местной и государственной властью и владельцами наземных домов происходили постоянные споры. Владельцы таких плавучих домов добивались в своё время освобождения от налогов на недвижимость. Однако, государство выиграло этот судебный спор на основании того, площадь, занимаемая плавучим домом, определяется проекцией плавучего дома на дно водоёма.
С развитием отрасли популярность приобрёл бизнес сдачи плавучих домов в аренду на срок от 1-2 дней до месяца. Более того, плавучие дома стали использоваться в сфере коммерции; в штате Вирджиния однажды существовал плавучий филиал Чесапикского национального банка под названием Boat’n Bank, который предоставлял банковские услуги лодочникам. На Аляске функционирует единственное в США плавучее почтовое отделение.

## Особенности конструкции и использования
Основу любого хаусбота составляет плавучее основание, которое изготавливается из стали, железобетона, алюминия, полиэтилена или стеклопластика. Корпуса из стали и алюминия в России используются, как правило, на плавдачах для сезонной эксплуатации, так как большинство из них требуют обязательного подъёма из воды на зимнее хранение. Кроме того, в соответствии с действующими правилами, хаусботы с корпусами из стали и алюминия необходимо периодически поднимать из воды для проведения технического осмотра (освидетельствования). Бетонные, а также некоторые полиэтиленовые и стеклопластиковые корпуса, в силу своих конструктивных особенностей, не боятся сдавливания льдом и могут использоваться круглогодично.
Хаусботы бывают как однокорпусные, так и многокорпусные (преимущественно катамараны и тримараны).
По наличию двигателя хаусботы подразделяют на самоходные и несамоходные.
Для перемещения хаусбота используются различные двигатели — подвесные и стационарные, бензиновые и дизельные. Стационарные двигатели оснащаются угловыми колонками, которые и позволяют иметь небольшую осадку — около 50-90 сантиметров. Кроме того, на хаусботе может устанавливаться подруливающие устройства: носовое и кормовое.
Рассчитаны такие суда на плавание по рекам, озёрам, морским заливам и лиманам. Условия плавания: волны — не более 1,2 м, ветер — не более 15 м/с. В среднем хаусбот обладает возможностью автономного хода в размере 3—14 дней.

## Упоминание в культуре
- Герой романа Фенимора Купера «Зверобой» Томас Хаттер с семьёй 15 лет прожил в собственноручно построенном плавучем доме на озере, за что получил прозвище «Том Водяная Крыса».[18]
- Главный герой телесериала «Горец» Дункан Маклауд в Париже живёт на барже, плавающей в Сене. Для первых сезонов использовался пениш Nobile, а впоследствии Amadeus.
- Героини фильма «Швартовка» отправляются в плаванье на плавучем доме.
- В дополнении «Райские острова» симулятора жизни The Sims 3 имеется возможность проживания персонажей на плавучем доме.
- Летом в плавучем доме живёт главный герой романа Джерома К. Джерома «Как мы писали роман».